# Visayassprachen
Die Visayassprachen werden von der philippinischen Volksgruppe der Visaya gesprochen.
Die Visayassprachen umfassen 21 Sprachen, darunter die mit 20 Millionen Sprechern größte Sprache, Cebuano, die selbst auch als Bisaya oder Visayan bezeichnet wird, weiterhin auch Hiligaynon mit 7 Mio. und Wáray-Wáray mit 3 Mio. Sprechern.
Außer auf den Visayas-Inseln wird die Sprache auch in der Bicol-Region, besonders auf Masbate, den Inseln südlich von Luzon wie Romblon, weiten Teile von Mindanao und im Sulu-Archipel gesprochen.

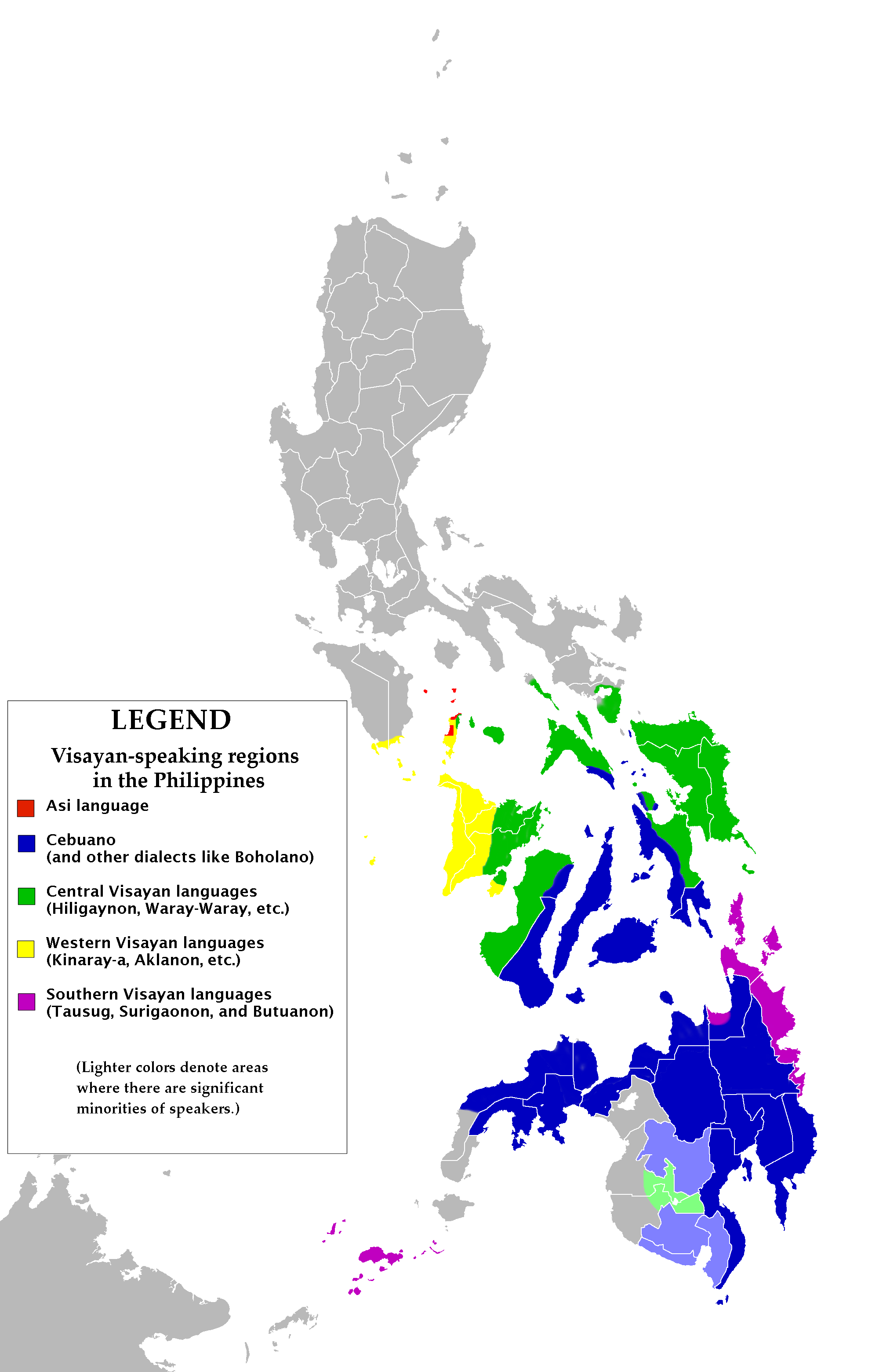
Verteilung der Visayassprachen auf den Philippinen

Die Visayassprachen gehören zusammen mit Tagalog und Bikol zu den zentralphilippinischen Sprachen.

## Unterteilung
Die Visayassprachen sind nochmals in fünf Unterfamilien unterteilt; wichtige Sprachen sind:
- Asi oder Bantoanon wird auf den Inseln Tablas, Banton, Simara und Maestro de Campo (in der Provinz Romblon) gesprochen.
- Cebuano einschließlich Boholano, Leytehanon und Mindanao-Visayas.
- Surigaonon einschließlich Jaun-Jaun ist am nächsten an Cebuano.
- Zentral-Visayas einschließlich Hiligaynon, Waray-Waray, Romblomanon mit den Sibuyan-Dialekten Cajidiocanon, San Fernando-Azagra Sibujanon und Magdiwang-Espana Sibuyanon, Ati, Capiznon, Masbatenyo, Porohanon, die Bisakol-Sprachen von Sorsogon und Nord-Samar.
- West-Visayas einschließlich Kinaray-a, Aklan-Sprachen (Aklanon, Malaynon), Onhan oder Loocnon (Tablas), Caluyanon, Cuyonon, Ratagnon.
- Tausug wird in Jolo, Sulu, Palawan, Basilan, Tawi-Tawi und Zamboanga gesprochen, ebenso in Kalimantan (Indonesien) und Sabah (Malaysia).